# Confédération libre des travailleurs du Tchad
La Confédération libre des travailleurs du Tchad (CLTT), est une confédération syndicale tchadienne fondée en 1991. Elle est affiliée à la Confédération syndicale internationale (CSI).

## Histoire
La CLTT, Confédération libre des travailleurs du Tchad est fondée en avril 1991, par d'anciens dirigeants de la centrale syndicale unique UNST, Union Nationale des Syndicats du Tchad dissoute à la suite de l'arrivée au pouvoir du Mouvement Patriotique du Salut (MPS) en décembre 1990. La CLTT constitue dès lors la deuxième confédération syndicale du pays et instaure le retour à la pluralité syndicale en 1991.

## Organisations affiliées
- Syndicat du Personnel des Impôts et Taxes (SPIT)
- Syndicat national des mototaxis du Tchad (SNMT)
- Syndicat national du personnel de l’administration pénitentiaire et d’insertion sociale (SYNAPAP)

## Dirigeants
- Brahim Ben Said